# Francesco Calauti
Francesco Calauti (Siderno, 16 luglio 1889 – Siderno, 7 agosto 1966) è stato un politico italiano.

## Biografia
Medico, impegnato in politica con la Democrazia Cristiana. Viene eletto Senatore della II legislatura della Repubblica Italiana, restando in carica dal 1953 al 1958.